# معركة كيسمايو (2009)
اندلعت معركة كيسمايو في 1 أكتوبر 2009 بعد انهيار تحالف إعادة تحرير الصومال في كيسمايو جنوب الصومال، وحاول أحمد محمد إسلام "مدوبي" وقواته في لواء راسكامبوني طرد حركة الشباب من المدينة، إلا أنها فشلت في ذلك، واستولت حركة الشباب على كيسمايو. 